# Gut Düneburg

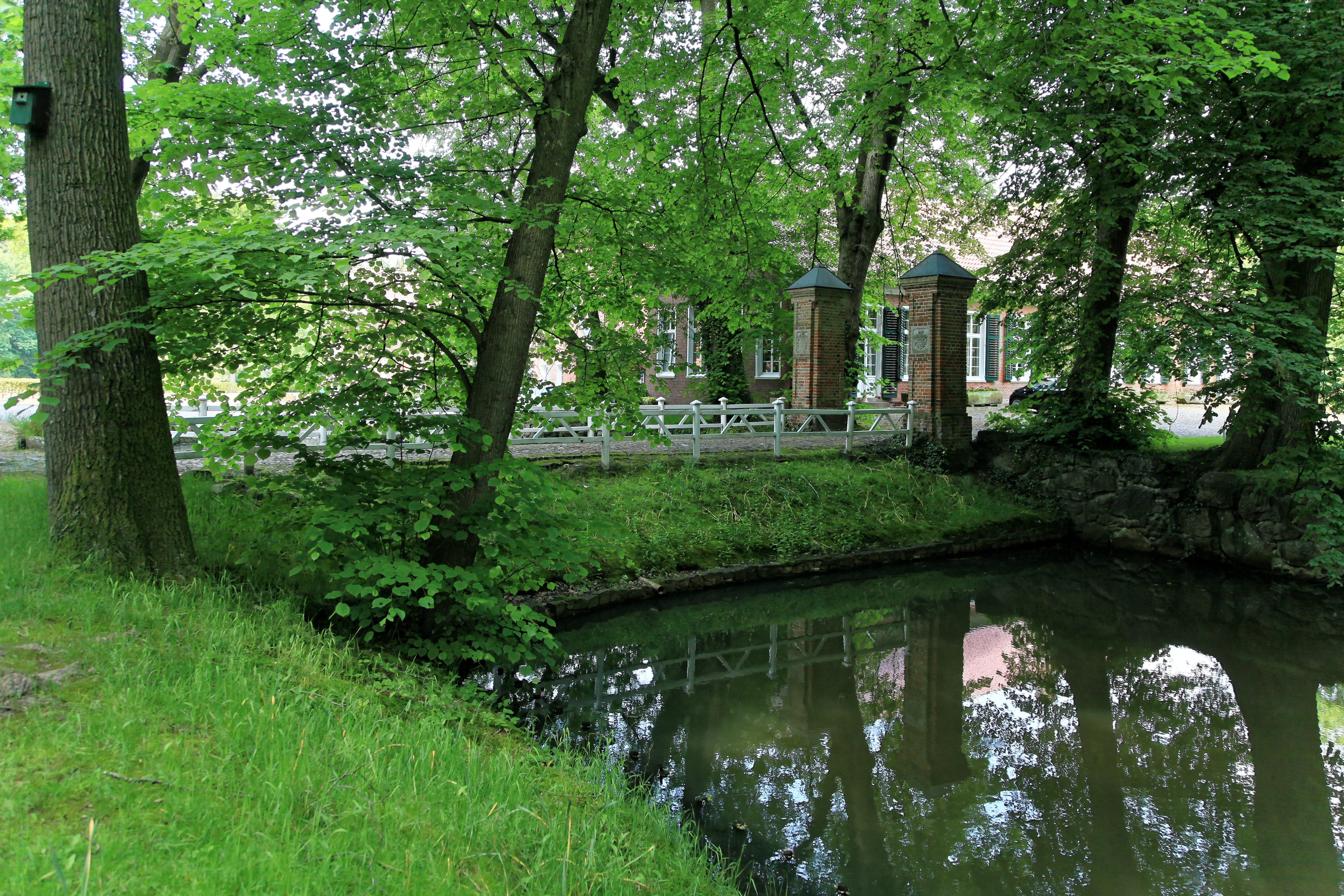
Zufahrt Gut Düneburg (2021)

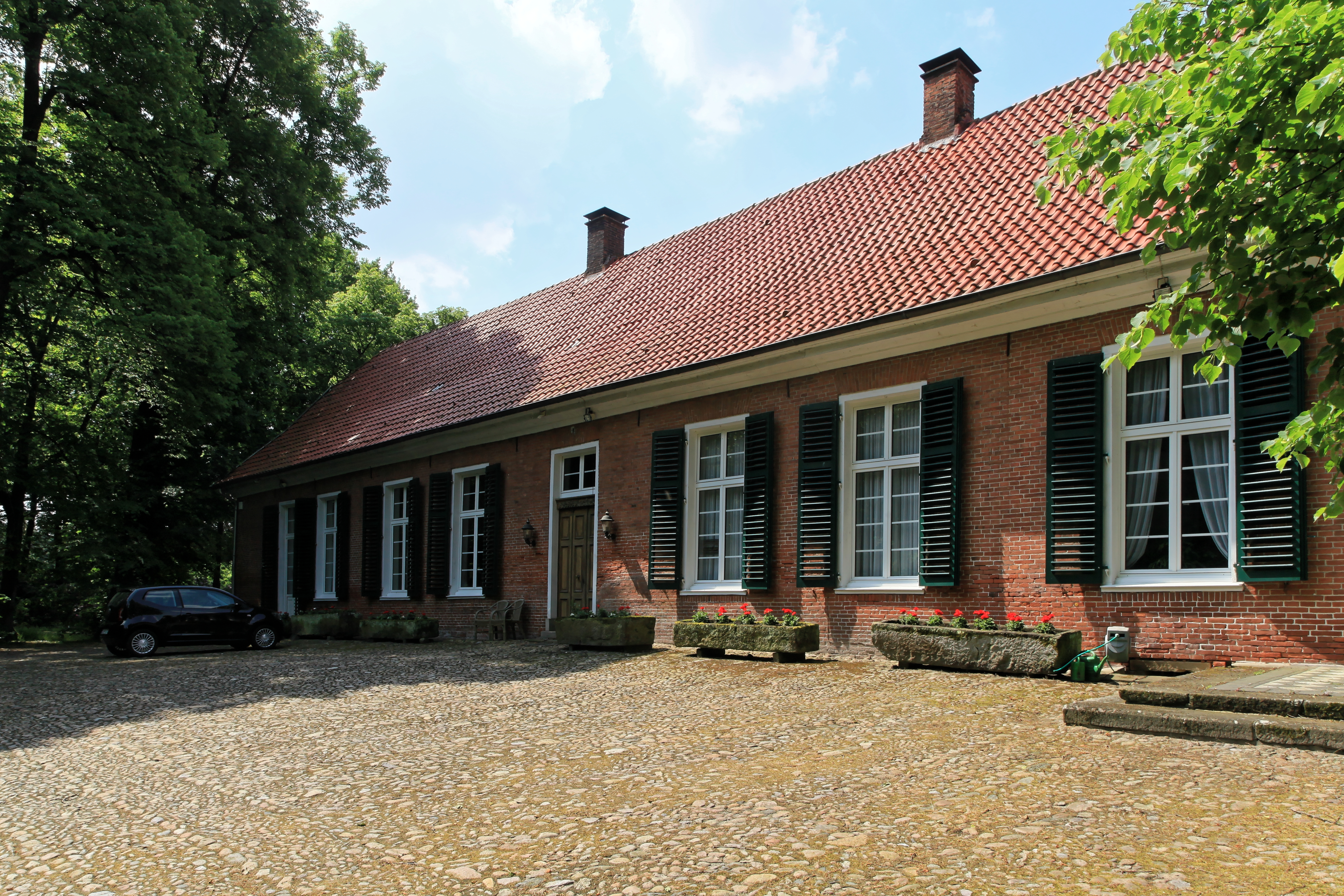
Herrenhaus Gut Düneburg (2021)

Düneburg ist der Name eines Guts auf dem Gebiet der Stadt Haren (Ems), auf dessen Gelände sich heute ein Golfplatz befindet.
Das Gut entstand 1729 im Gebiet der Wesuwer Mark als Landsitz für Johann Bernhard Lipper (1700–1788), der im selben Jahr zum Oberkriegskommissar und Rentmeister des Amts Meppen ernannt worden war. Lipper war verheiratet mit Maria Hermine Pictorius (1706–1785), einer Tochter des Baumeisters Gottfried Laurenz Pictorius. Aus dieser Ehe stammen unter anderem die Architekten Wilhelm Ferdinand Lipper und Clemens Lipper.
Das Gut vererbte sich jedoch über deren Schwester Maria Auguste Lipper, die mit Franz Maerle verheiratet war, an deren Tochter Maria Franziska Maerle, die den Rentmeister des Amts Rheine-Bevergern Albert Joseph Reinking geheiratet hatte. Aus dieser Ehe stammt unter anderem der Architekt August Reinking. Das Gut vererbte sich weiter über Albert Reinking (1887–1966), der mit Ida Kerckhoff (1894–1980), einer Schwester von Hermann Kerckhoff, verheiratet war. Deren Sohn Friedrich Reinking (1930–2019) war langjähriger Eigentümer des Guts. Das Erbbegräbnis der Gutsherrenfamilie Reinking befindet sich auf dem Friedhof Wesuwe.
Das Herrenhaus war ursprünglich als dreiflügeliger und zweigeschossiger Bau geplant. Diese Planungen wurden jedoch nicht umgesetzt. Bei dem heutigen Herrenhaus handelt es sich um einen langgestreckten eingeschossigen Backsteinbau mit hakenförmigem Grundriss und Satteldach aus dem Jahr 1823.
Seit 1768 besaß das Gut adlige Freiheiten und war von Abgaben und Lasten befreit, jedoch nicht landtagsfähig. 1828 gelangte es in den Besitz von Jagdrechten. Darüber hinaus war Gut Düneburg in der Altharener Mark markenberechtigt und besaß Heide-, Weide- und Torfstichrechte. Zwischenzeitlich hatte das Gut eine Größe von mehr als 550 Hektar und war im Besitz zahlreicher Heuerstellen.
Das Ensemble aus Herrenhaus und Nebengebäuden sowie die umgebenden Gräften und der Park stehen unter Denkmalschutz. Heute befindet sich auf dem Gelände des Guts Düneburg ein Golfplatz, ein Hotel und ein Restaurant. Der Golfplatz entstand 1996 als 9-Loch-Platz und wurde im Jahr 2000, nach Plänen des kanadischen Golfplatzarchitekten David John Krause, zu einem 18-Loch-Turnierplatz erweitert.